# (3315) Chant
(3315) Chant (1984 CZ; 1977 RQ3; 1972 NK; 1950 FT) ist ein ungefähr siebeneinhalb bis elf Kilometer großer Asteroid des äußeren Hauptgürtels, der am 8. Februar 1984 vom US-amerikanischen Astronomen Edward L. G. Bowell (1945–2023) am Lowell-Observatorium, Anderson Mesa Station (Anderson Mesa) in der Nähe von Flagstaff, Arizona (IAU-Code 688) entdeckt wurde. Die Bahnelemente von (3315) Chant ähneln sich mit denen der Asteroiden (15) Eunomia, (37) Fides und (50) Virginia.

## Benennung
(3315) Chant wurde nach dem kanadischen Astronomen Clarence Augustus Chant (1865–1956) benannt, der allgemein als „Vater der kanadischen Astronomie“ bezeichnet wird.
Als renommierter Lehrer organisierte Chant die Astronomieabteilung der University of Toronto und baute die Royal Astronomical Society of Canada auf. Er nahm an fünf Sonnenfinsternisexpeditionen teil, von denen die wichtigste 1922 nach Australien führte. Hier testete er die Vorhersage Albert Einsteins, nach dem der Asteroid (2001) Einstein benannt ist, über die Ablenkung des Sternenlichts durch einen massiven Körper. Der Entdecker Edward L. G. Bowell benannte den Asteroiden nach einem Vorschlag des kanadischen Astronomen Peter Millman. Nach Chant ist auch ein Mondkrater benannt.